# فرانك براشاو وود
فرانك براشاو وود (بالإنجليزية: Frank Bradshaw Wood)‏ هو عالم فلك أمريكي، ولد في 21 ديسمبر 1915 في جاكسون في الولايات المتحدة، وتوفي في 1997.